# Fra Cyprian
Fra Cyprian, bürgerlich Franz Ignaz Jaschke (* 1724 in Polkwitz, Fürstentum Glogau; † 1775 im Kloster Lechnica, Zips) war ein Kamaldulensermönch und angeblicher Flugpionier. Cyprian besaß vielseitige Kenntnisse der Naturwissenschaften. Er war Botaniker, Mediziner, Pharmakologe, Mechaniker und Kosmologe.

## Biografie
Cyprian war Mönch der Klöster in Tschenstochau, Brünn und Nitra. 1756 übernahm er die Leitung der Apotheke im Kloster Lechnica, die er zu einer der bedeutendsten im ganzen Königreich Ungarn machte.
Der Heilkundler und Chirurg wurde auch als Autor pharmakologischer und botanischer Werke bekannt. 1766 erschien das „Herbarium“, das in seinem 97 Seiten umfassenden botanischen Teil 272 Pflanzenarten der Pieninen und der Tatra in griechischer, lateinischer, polnischer und deutscher Sprache beschreibt und dabei auch deren Verwendung zu Heilzwecken benennt. Weiterhin umfasst dieses Werk einen medizinischen Teil mit der Beschreibung verschiedener Krankheiten und deren Heilung. Das Kräuterbuch (Herbarium) befindet sich im Slowakischen Nationalmuseum in Bratislava.
Angeblich soll Cyprian auch einen Flugapparat konstruiert und am Klosterberg (Kláštorná hora) Flugversuche unternommen haben. Nach einem erfolgreichen Flugversuch soll er beschuldigt worden sein, einen Teufelspakt eingegangen zu sein, und eingesperrt worden sein. Der österreichisch-ungarische Pilot Friedrich Hefty nahm an, das Fluggerät habe wie ein Paraglider funktioniert, hatte also keinen Auftrieb in dem Sinne, wie wir es bei den heutigen Tragflächen kennen. Demnach hatte sich die von unten heraufströmende Luft an den Flächen verfangen und dadurch den Auftrieb ergeben, der so klein war wie der Vortrieb.
Im Kloster Červený Kláštor wurde in einem der Mönchshäuser eine Ausstellung über das Wirken des Klosterapothekers eingerichtet.

## Film
- Legende vom fliegenden Cyprian, Regisseurin Mariana Čengel Solčanská, veröffentlicht 2010
  - slowakische Version: Legenda o Lietajúcom Cypriánovi, mit englischen und tschechischen Untertiteln
  - polnische Version: Legenda o Latającym Cyprianie, mit slowakischen Untertiteln